# Li’an (köpinghuvudort i Kina, Hainan Sheng, lat 18,43, long 110,07)
Li'an är en köpinghuvudort i Kina. Den ligger i provinsen Hainan, i den södra delen av landet, omkring 180 kilometer söder om provinshuvudstaden Haikou. Antalet invånare är 16 257. Befolkningen består av 7 634 kvinnor och 8 623 män. Barn under 15 år utgör 24,0 %, vuxna 15-64 år 70 %, och äldre över 65 år 5,0 %.
Närmaste större samhälle är Xincun, 11,0 km väster om Li'an.